# Humboldt Forum
Lo Humboldt Forum è un museo tedesco situato sull'isola della Sprea nel quartiere Mitte di Berlino, intitolato ai fratelli ed eruditi prussiani Wilhelm e Alexander von Humboldt.
Inaugurato il 16 dicembre 2020 e aperto al pubblico il 21 luglio 2021, il forum completa l'offerta culturale dell'adiacente Isola dei musei proponendosi come museo universale: difatti al suo interno trovano posto collezioni di arte extra-europea (in precedenza in vari Musei statali di Berlino), una sezione sulla storia di Berlino (curata dalla Stiftung Stadtmuseum Berlin) e collezioni scientifiche dell'università Humboldt di Berlino.
Il complesso unisce gli esterni barocchi del castello di Berlino a interni moderni progettati dall'architetto italiano Franco Stella.

## Storia
Il forum riunisce le collezioni di due musei precedenti, il Museo Etnologico di Berlino e il Museo di arte asiatica. Questi a loro volta risalgono alla Kunstkammer ("camera d'arte") cinquecentesca di Gioacchino II di Brandeburgo, danneggiata nella guerra dei trent'anni, quindi ricostituita da Federico Guglielmo I di Brandeburgo e infine spostata nel castello di Berlino da Federico I di Prussia agli inizi del XVIII secolo. Il Museo etnologico aprì nel 1886 dalla precedente Kunstkammer, mentre il Museo di arte asiatica è nato nel 2006 dall'unione di due precedenti musei, uno di arte indiana e l'altro dell'Asia orientale, entrambi fondati agli inizi del XX secolo.
Nel 2019 sono stati avviati i lavori per riunire i due musei nello Humboldt Forum, con un costo stimato in 700 milioni di dollari. L'apertura, inizialmente prevista per autunno 2019, è stata spostata al 2020 per problemi tecnici, tra cui un disguido nel sistema d'aerazione, quindi ulteriormente dilazionata a causa della difficoltà nel reperire materiali e lavoratori, dovuta alla pandemia di COVID-19 in Germania e alle relative misure di confinamento. Ad aprile 2020 un operaio è stato ferito da un'esplosione al cantiere. A ottobre 2020 i costi di costruzione ammontavano a circa 677 milioni di euro.
Il museo è stato inaugurato il 16 dicembre 2020 dal ministro della cultura Monika Gruetters, con una cerimonia tenutasi virtualmente a causa delle restrizioni contro la pandemia.

## Edificio
Il museo ha sede nel castello di Berlino. La posa della prima pietra è avvenuta nel 2013 da parte del Presidente federale Joachim Gauck.

## Museo
A capo del progetto dello Humboldt Forum si trova un comitato di tre membri, presieduto dal britannico Neill MacGregor, già direttore del British Museum, affiancato da due studiosi tedeschi, l'archeologo Hermann Parzinger e lo storico dell'arte Horst Bredekamp. MacGregor ha proposto di rendere gratuita l'entrata allo Humboldt Forum, su modello del British Museum.
La creazione del museo è stata supervisionata da un ente appositamente creato dal governo federale, la "Fondazione per il Forum Humboldt nel castello di Berlino" (Stiftung Humboldt Forum im Berliner Schloss).

## Galleria d'immagini

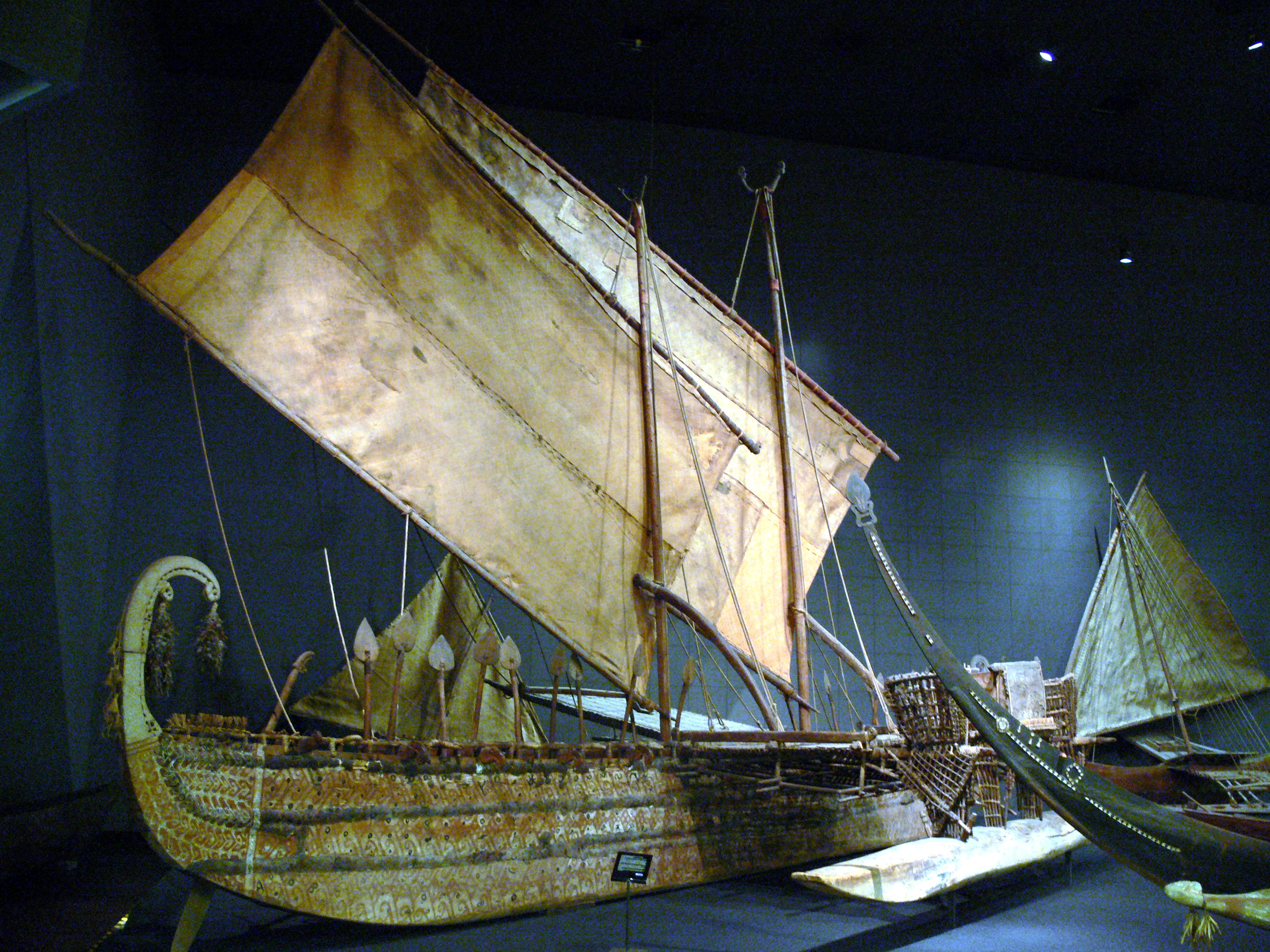
Nave dall'isola di Luf nelle isole dell'eremita
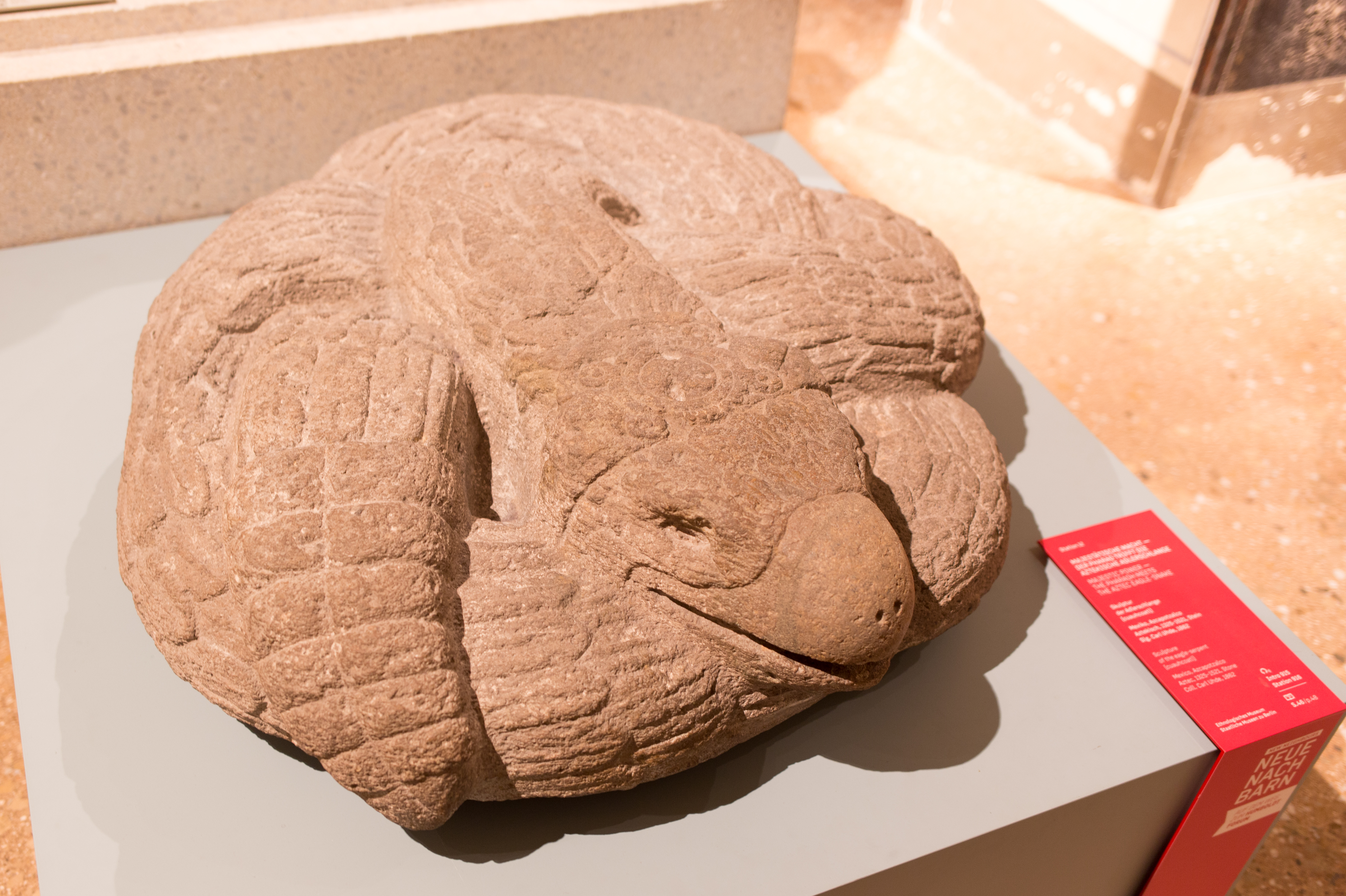
Cuauhcoatl
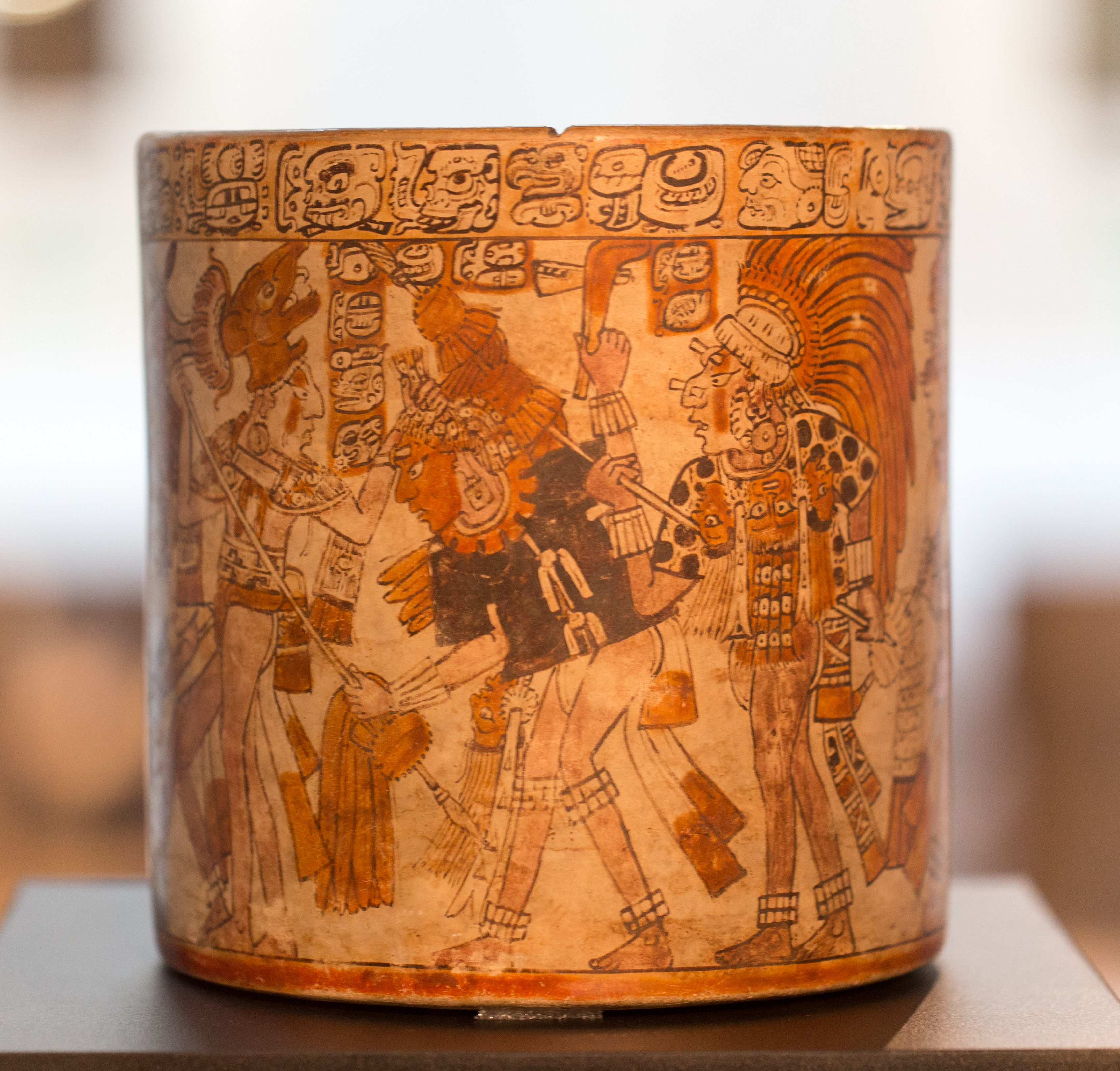
Tazza maya per cioccolata
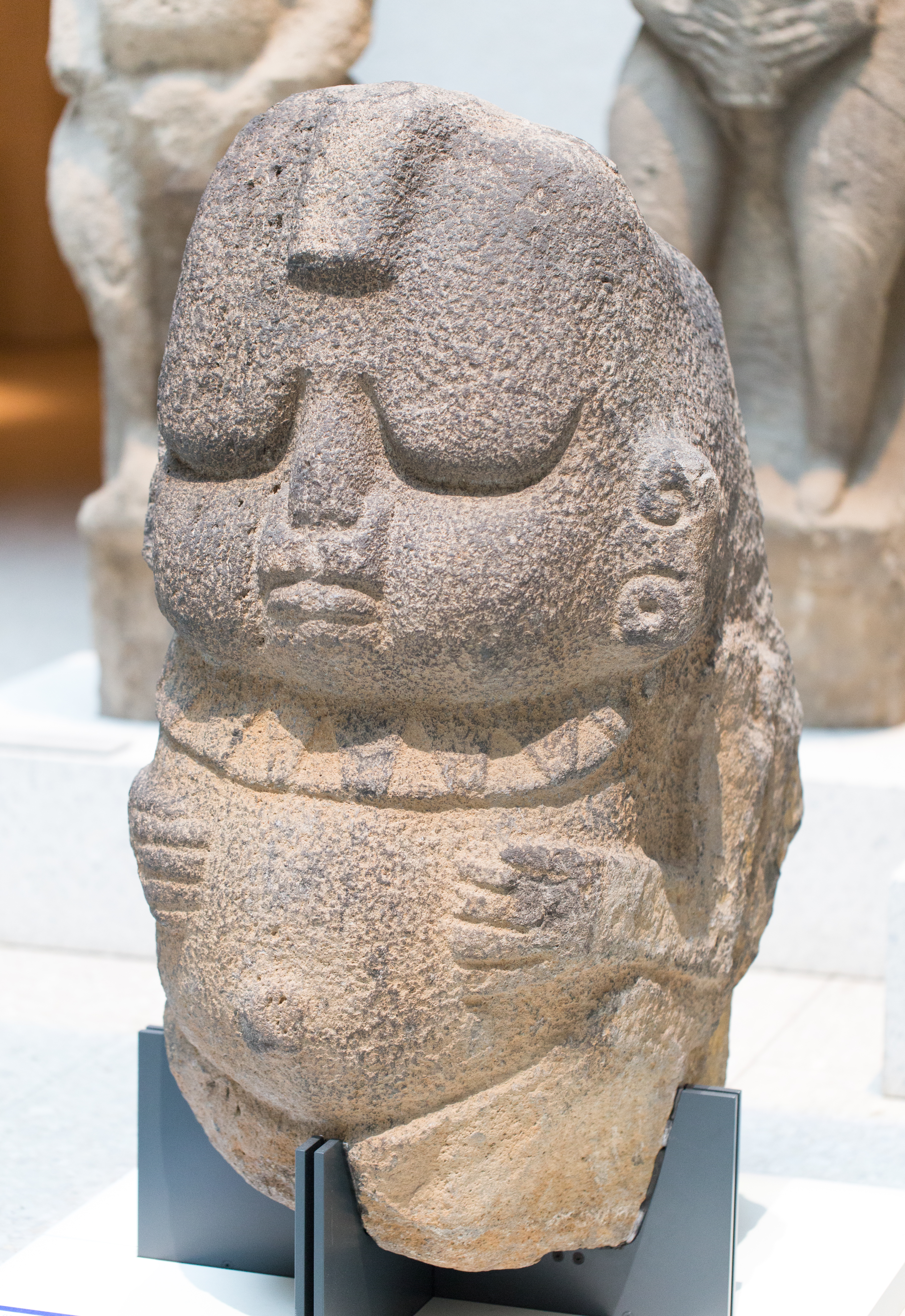
Barrigon
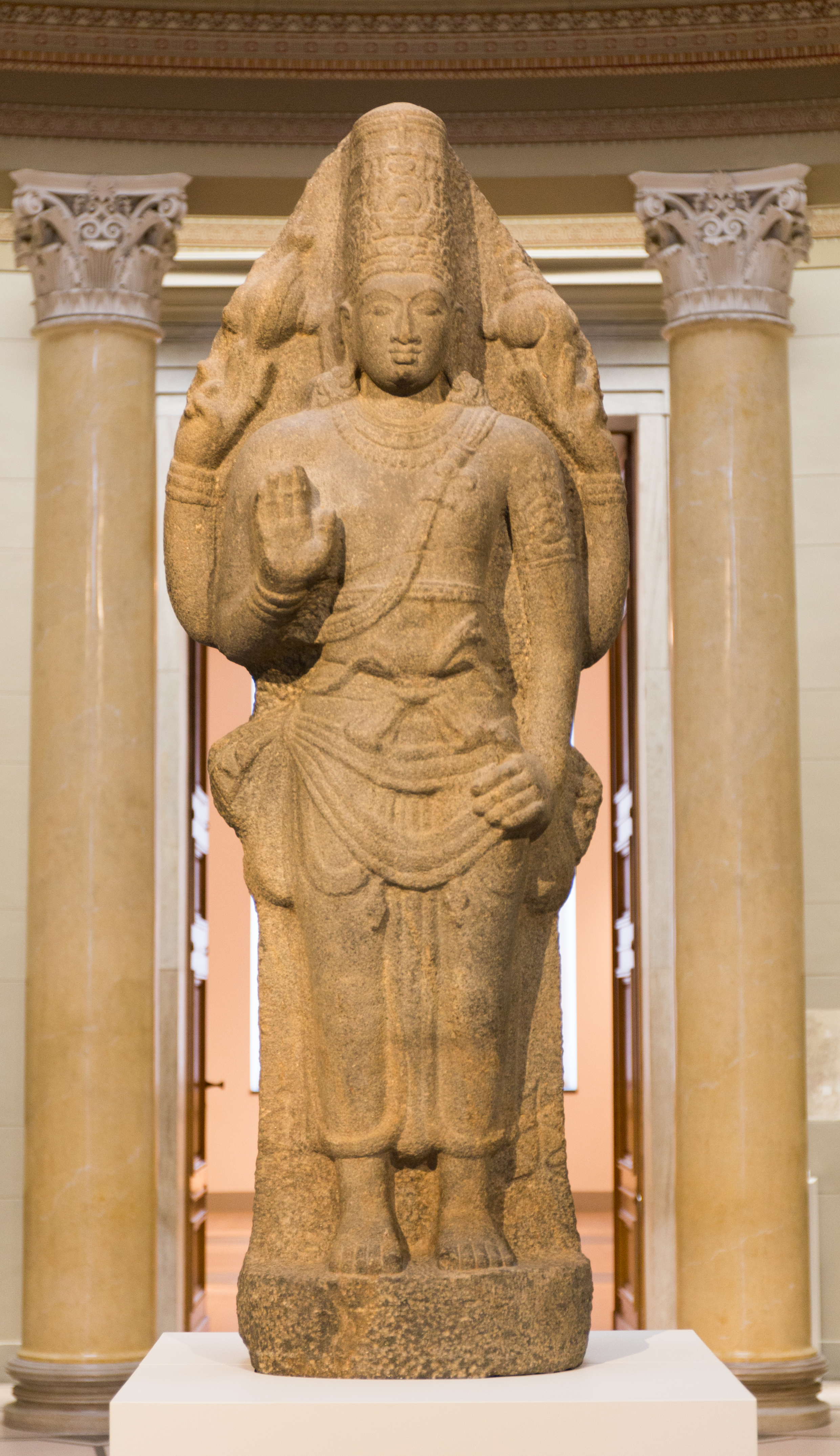
Visnù
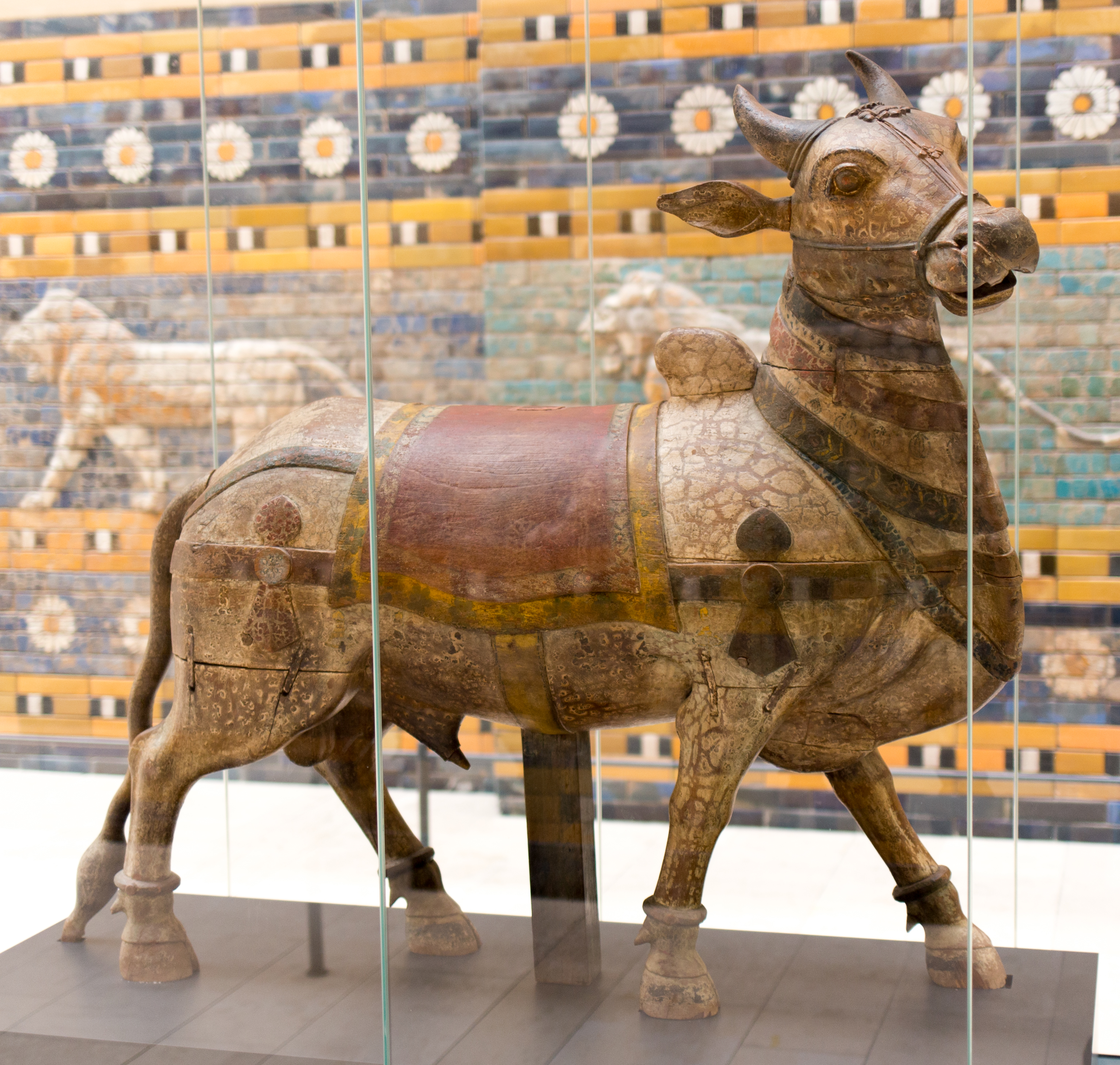
Nandi
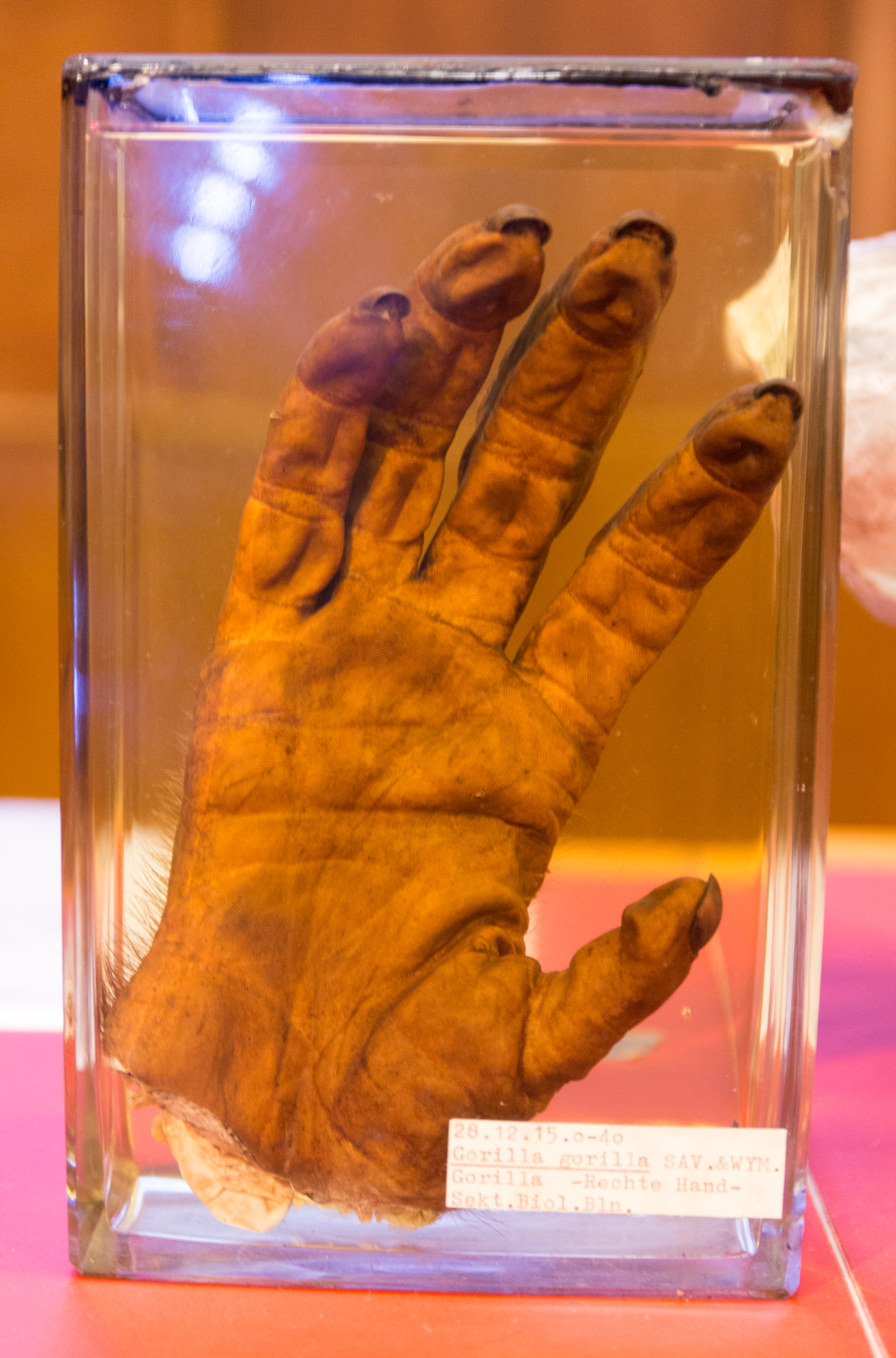
Mano di gorilla occidentale
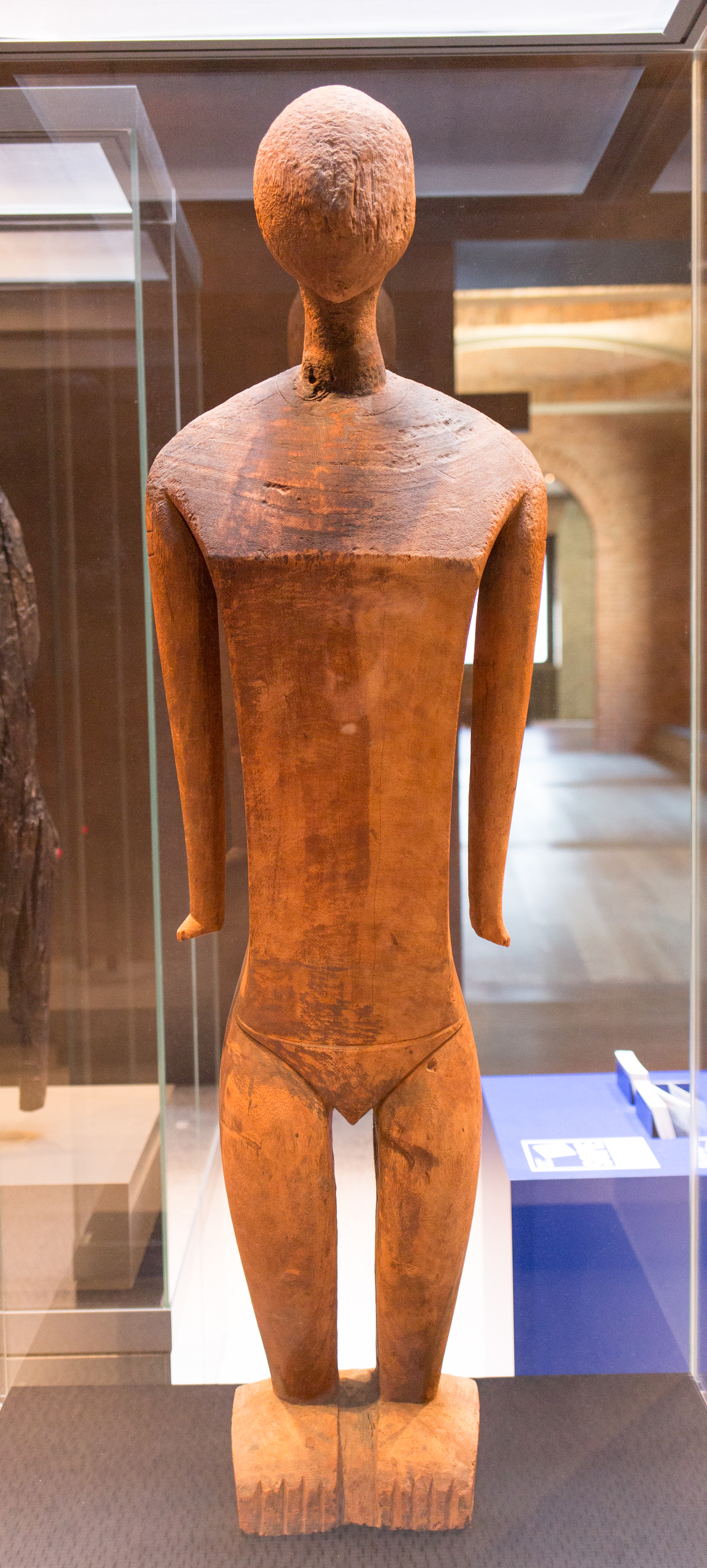
Sope
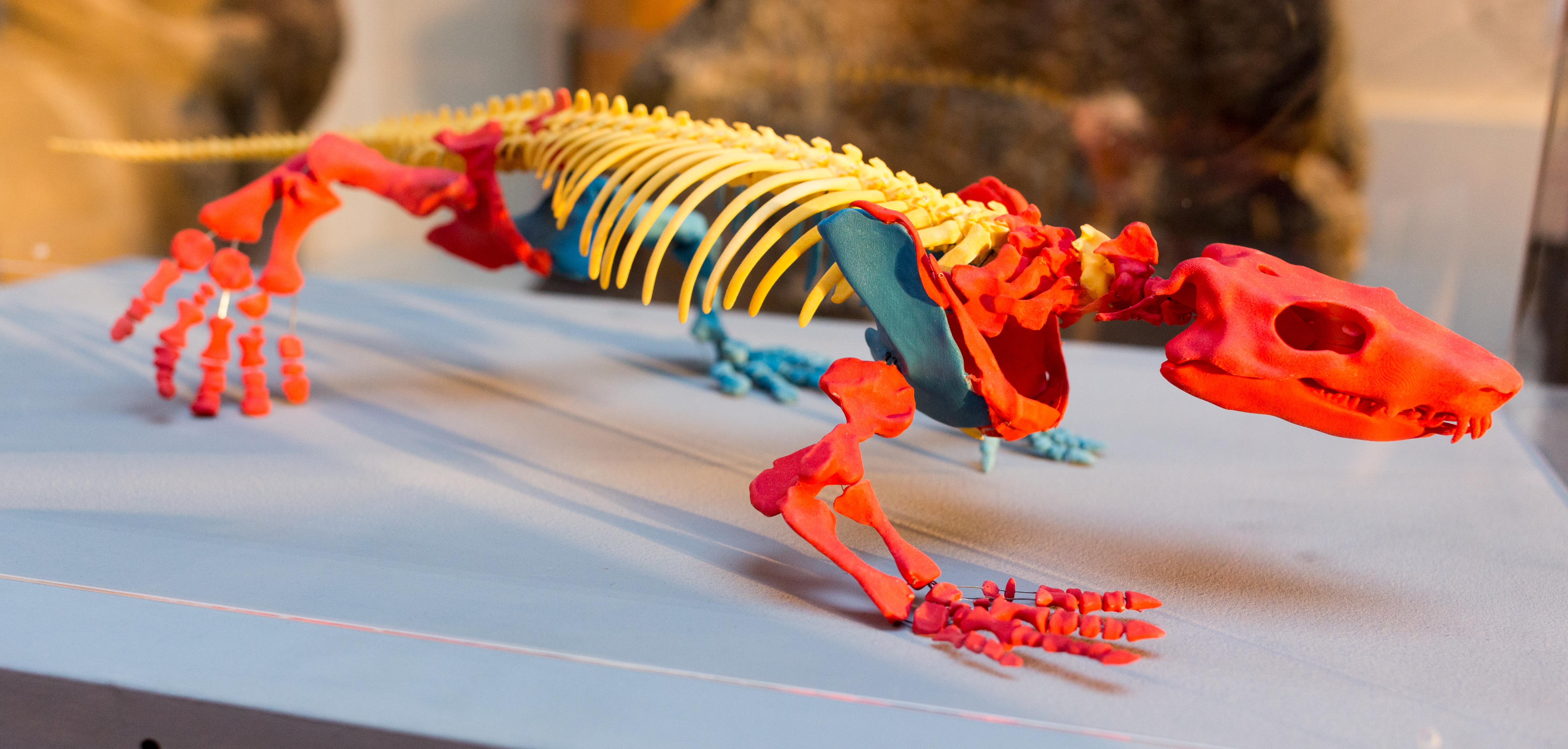
Orobate